# Eusar

Logo der EUSAR Konferenz

EUSAR ist die Abkürzung für European Conference on Synthetic Aperture Radar (Europäische SAR-Konferenz). Sie ist eine der angesehensten internationalen Konferenzen auf dem Gebiet des abbildenden Radars mit synthetischer Apertur. Ihre ISSN ist 2197-4403.

## Gründung
Die internationale wissenschaftlich-technologische Tagung EUSAR wurde 1996 in Zusammenarbeit von FGAN (heute Fraunhofer FHR), DLR und VDE ins Leben gerufen. Später kamen die Firmen Airbus Defence and Space Friedrichshafen (vormals Dornier) und Airbus Defence and Space Ulm (vormals: EADS) als aktive Partner hinzu. Die Betonung auf „Europäisch“ weist auf die Urheberschaft hin, die Tagung ist für alle Nationen offen. SAR wurde bis zur Gründung der EUSAR von den existierenden Radarkonferenzen (z. B. IEEE, IEE, SEE) als ein Unterthema der Radartechnik behandelt. Mit den dramatischen Fortschritten in den Bereichen Computertechnologie, Digitaltechnik und Hochfrequenztechnik wurde das SAR zu einem abbildenden Sensor entwickelt, dessen Auflösungsfähigkeit mit derjenigen optischer Instrumente vergleichbar ist. Darüber hinaus verfügt SAR über eine Reihe von Fähigkeiten, die optische Abbildungssysteme nicht aufweisen. Durch seine vielseitigen Anwendungsmöglichkeiten, insbesondere in der Fernerkundung, hat SAR eine weltweite Bedeutung erlangt, so dass die Gründung einer eigenen, speziell auf SAR fokussierten Tagung notwendig erschien. Die EUSAR ist schwerpunktmäßig dem Radarsensor, seinen Technologien einschließlich bilderzeugender Signalverarbeitung und Bildverarbeitung gewidmet, bietet aber auch ein Forum für Anwender von SAR-Daten.

## Das SAR-Prinzip
SAR (Synthetic Aperture Radar) ist ein abbildendes Radarverfahren, welches Bilder in fotoähnlicher Qualität liefern kann. Die hierzu notwendige geometrische Auflösung wird dadurch erzielt, dass anstelle der realen Apertur der Antenne eine synthetische Apertur berechnet wird. Das Radar befindet sich an Bord einer bewegten Plattform, in der Regel Flugzeug oder Satellit. Es bewegt sich entlang einer fiktiven Apertur (in der Regel eine Gerade), sendet dabei Mikrowellenimpulse aus und empfängt die Echos. Diese werden einer Digitalisierung unterzogen, gespeichert und im Computer zu einer synthetischen Antennenkeule zusammengefasst. Auf diese Weise können Aperturen von mehreren Kilometern Länge erzeugt werden. Die zur Zeit erreichte Auflösung liegt unterhalb von 10 × 10 cm. SAR hat gegenüber optisch abbildenden Sensoren einige Vorteile:
- Hohe Reichweite (mehrere 100 km). Die Reichweite optischer Systeme ist in der Erdatmosphäre auf etwa 10 km begrenzt.
- Die erzielbare Auflösung ist prinzipiell unabhängig von der Entfernung.
- SAR funktioniert unverändert bei Tag und Nacht und bei jedem Wetter.

## SAR-Funktionen
- Abbildung der Erdoberfläche
- 3-dimensionale Abbildung und Erkennung bewegter Objekte durch Interferometrisches SAR
- Polarimetrische SAR-Abbildung (sende- und empfangsseitig, jeweils vertikal und horizontal polarisiert) kann zur Klassifizierung von Objekten genutzt werden
- Kombination aus polarimetrischem und interferometrischem SAR
- Nutzung der Eigenbewegung von Objekten zur Abbildung (Inverses SAR, ISAR)
- Bi- und multistatische SAR-Konfigurationen, vorwiegend militärische Anwendungen
- SAR mit Mehrkanalantenne erschließt zusätzliche Fähigkeiten: Entdeckung und Positionskorrektur von bewegten Objekten, Störunterdrückung.
- Operation mit mehreren Frequenzen

## Anwendung
- Kartographie: Erstellung von 2- oder 3-dimensionalen Geländekarten
- Beobachtung von Naturphänomenen wie vulkanische Aktivität, Erdbeben, Hochwasser- und Unwetterkatastrophen, Wüstenentwicklung, Dünenwanderung, Abschmelzen des Eises in Polargebieten, Beschaffenheit der Schneedecke, Ozeanverschmutzung, Meeressalinität
- Landwirtschaft: Vegetation, Bodenfeuchte, Entwaldung
- Bewegte Objekte: Strassen-, Luft- und Schiffsverkehr, Satelliten, Meeresströmungen, Eisberge
- Militärisch: Aufklärung; Erkennen von Bedrohungen, Klassifizierung von Flugobjekten und Bodenfahrzeugen, Beobachtung von Truppenbewegungen, Minensuche

## SAR/ISAR-Systeme
- Weltraumgestützt: ERS-1 (European Remote Sensing Satellite), ERS-2, Envisat-ASAR (ESA); ALOS/PALSAR (Japan); RADARSAT-1, RADARSAT-2 (Kanada), SIR-C, SRTM (Shuttle Radar Topography Mission, Deutschland, Italien, USA); TerraSAR-X, TerraSAR-L, TanDEM-X, TanDEM-L, SAR-Lupe (Deutschland); COSMO-Skymed (Italien);
- Luftgetragen: AER, PAMIR, E-SAR, DO-SAR, Miranda 35/94, SUMATRA (Deutschland); APY-6 (USA); RAMSES (Frankreich)
- Boden: TIRA (Deutschland, siehe FHR);
- Multi-Satellitenkonzepte: CARTWHEEL, PENDULUM

## Die Sponsoren der Konferenz
Die inhaltliche Organisation (Aufstellung des Tagungsprogramms, Leitung der Tagung) wird von den Partnern Fraunhofer FHR, DLR, Airbus Defence and Space, Friedrichshafen und Ulm, im Wechsel wahrgenommen. Es ist angestrebt, Forschungsinstitute (FHR, DLR) und Industrie in der Tagungsleitung abwechseln zulassen, um der Tagung beide Wesenszüge Forschung und industrielle Fertigung gleichermaßen zu verleihen. Die geschäftliche Betreuung (Werbung, Tagungsstätte, Empfang, Publikationen, Finanzen) liegt beim VDE. Weitere (ideelle) Sponsoren sind IEEE, URSI und DGON. Die Deutsche Forschungsgemeinschaft leistet finanzielle Hilfe, um bedürftigen Autoren die Teilnahme zu ermöglichen.

## Bisherige Veranstaltungen
Die EUSAR findet alle zwei Jahre statt. Eine Ausnahme ist das Corona-Jahr 2020, deren EUSAR nach 2021 verschoben wurde. Bisher wurden Tagungsorte in Deutschland ausgewählt, eine Veranstaltung im europäischen Ausland und Organisation durch das Gastgeberland ist in Zukunft nicht ausgeschlossen.
- 1996 Königswinter, Maritim-Hotel; Leitung: FGAN
- 1998 Friedrichshafen, Graf-Zeppelin-Haus; Leitung: Dornier GmbH (heute EADS Astrium)
- 2000 München, Arabella-Parkhotel; Leitung: DLR
- 2002 Köln, Hyatt-Regency Hotel; Leitung: FGAN
- 2004 Ulm, Edwin-Scharff-Haus; Leitung: EADS
- 2006 Dresden, Konferenzzentrum; Leitung: DLR
- 2008 Friedrichshafen, Graf-Zeppelin-Haus; Leitung: EADS Astrium
- 2010 Aachen, Konferenzzentrum; Leitung: Fraunhofer FHR (vormals FGAN)
- 2012 Nürnberg, Konferenzzentrum-Ost; Leitung: EADS
- 2014 Berlin, Maritim-Hotel; Leitung: DLR
- 2016 Hamburg, Congress Center Hamburg; Leitung: Airbus Defence and Space, Friedrichshafen[1]
- 2018 Aachen, Konferenzzentrum Eurogress; Leitung: Fraunhofer FHR (vormals FGAN FHR)
- 2021 virtuelle Veranstaltung, Leitung: Hensoldt
- 2022 Leipzig, Kongresshalle am Zoo Leipzig, Leitung: Hensoldt
- 2024 München, Science Congress Center Munich, Leitung: DLR

## Teilnehmer
Teilnehmer kommen aus mehr als 30 Ländern von allen fünf Kontinenten. An der Gründungsveranstaltung EUSAR 1996 nahmen 275 Personen teil. Diese Zahl ist im Jahr 2006 auf über 500 angewachsen.